# ディスカバー (雑誌)
『ディスカバー』（Discover） は、アメリカ合衆国で刊行されている、一般向けの科学雑誌である。1980年10月にタイム社によって創刊された。2010年からカルムバック・メディアが発行している。

## 歴史

### 創刊
『ディスカバー』誌は、『タイム』誌の編集者であるレオン・ジャーロフによって創刊された。ジャーロフは、『タイム』誌の表紙で科学の話題が取り上げられると、雑誌の売り上げが急上昇することに気づいた。ジャーロフは、これを科学に対する世間の関心の高さと解釈し、1971年には科学を主題とした雑誌の創刊に向けて運動を始めた。元同僚から「学校を卒業して管理職になった人たちに科学の本を売るのは非常に難しい」と指摘されたように、これは難しいことだった。
ジャーオフの粘りが実を結び、1980年に『ディスカバー』誌が創刊された。『ディスカバー』誌は、教育を受けた非専門家を対象とした科学雑誌の市場が急成長している中で創刊されたもので、『サイエンティフィック・アメリカン』よりも読みやすく、『ポピュラーサイエンス』よりも詳細な雑誌だった。『ディスカバー』誌の創刊とほぼ同時期にアメリカ科学振興協会（AAAS）が『サイエンス80』（同協会が発行する学術雑誌『サイエンス』とは別）という同様の雑誌を創刊し、『サイエンス・ニュース』と『サイエンス・ダイジェスト』の両誌は、この新しい傾向に合わせてフォーマットを変更した。
創刊当初の『ディスカバー』誌は、「ハードサイエンス」に関するかなり詳細な科学記事を掲載し、地球外知的生命体のような科学の辺縁の話題は避けていた。ほとんどの号には、スティーブン・ジェイ・グールド、ジャレド・ダイアモンド、スティーブン・ホーキングなどの著名な科学者によるエッセイが掲載されていた。その他の一般的な記事に伝記があり、取り上げた人物と同じ分野で活躍している他の科学者についての特集とリンクされていることが多かった。通俗科学の誤りを暴くコラム"Skeptical Eye"（懐疑的な目）もあり、ジェームズ・ランディのプロジェクト・アルファの結果が発表されたのはこのコラムだった。ジャーオフによれば、このコラムは創刊時に最も読まれたコーナーだったという。

### 競合と変化
多くの同種類の雑誌が同じ市場に同時期に登場したことで、必然的にいくつかの雑誌は廃刊に追い込まれた。『ディスカバー』もまた、1980年代半ばまでに市場からほぼ取り残されため、心理学や精神医学に関する記事を掲載することで、より多くの読者にアピールすることにした。ジャーオフは編集主幹に、そのような記事は「堅実な科学」ではないと伝え、『ディスカバー』誌の編集はタイム社本体に戻された。"Skeptical Eye"などのコラムは消え、それまで避けてきた、物議を醸すような不確かな内容（「宇宙はどのように終焉を迎えるのか」など）を取り上げた記事が掲載されるようになった。新しいフォーマットはその後20年間、ほとんど変更されなかった。
1985年に、『ディスカバー』誌を立て直すために『スポーツ・イラストレイテッド』誌の編集者ギルバート・ロージンが送り込まれた。1986年、タイム社は『サイエンス・ダイジェスト』と『サイエンス86』を買収して『ディスカバー』誌に統合した。1987年5月までに同誌の発行部数は92万5千部に達し、1986年の収益は690万ドルとなったが、年間の純損失は1千万ドルだった。
その後、『ディスカバー』誌は発行元を何度も変更した。1987年、タイム社は『ディスカバー』誌を、『ヘルス』、『ゴルフ・イラストレイテッド』、『ホームオーナー』、『1001ホーム・アイデア』、『ワールド・テニス』の所有者であるファミリー・メディア社に2600万ドルで売却した。1991年1月から7月にかけて、『ディスカバー』誌は広告収入の15%を失ったが、利益は維持した。その後、ファミリー・メディア社は全ての雑誌の発行を停止し、売却先を募った。ファミリー・メディア社の下で発行された最後の『ディスカバー』誌は1991年8月号で、発行部数は110万部だった。
1991年9月、ウォルト・ディズニー・カンパニーが同誌を買収し、ディズニー・パブリッシングの雑誌グループが復刊させた。同誌のメインオフィスはバーバンクの雑誌グループのオフィスに移され、ニューヨークのオフィスも一部残された。ディズニー社は、ファミリー・メディア社での編集長ポール・ホフマンをそのまま据え置くことができた。
2005年10月、雑誌『スピン』と『ギア』の創刊者であるボブ・グッチョーネ・ジュニアが同誌を買収した。グッチョーネはCEOを務め、2006年4月号のデザイン変更を監督した。しかし、グッチーネは2007年10月、「財務担当者との方針の相違をめぐる対立」によりCEOを更迭され、ディスカバー・メディア社の最高財務責任者であったヘンリー・ドナヒューが新CEOに就任した。2008年には出版者の役職にも就いた。2008年10月には、ディスカバー社のエグゼクティブ・エディターであるコリー・S・パウエルが編集長に就任した。
2010年に同誌はカルムバック・パブリッシング（現 カルムバック・メディア）に売却された。カルムバック社は、模型製作、ビーズワーク、アウトドアなどをテーマにした書籍や雑誌を発行し、科学雑誌では一般向けの天文雑誌『アストロノミー』を発行している。2013年1月、編集拠点がウィスコンシン州のカルムバック社本社内に移された。

## テレビシリーズ
1983年から1990年まで、PBSでDiscover: The World of Scienceが放送された。俳優のピーター・グレイブスが司会を務める、『ディスカバー』誌のトピックを取り上げた1時間のニュースマガジンで、毎月1回放送されていた。